# Dalmasula
Dalmasula là một chi nhện trong họ Oonopidae.